# 普诗乡
普诗乡，是中华人民共和国四川省凉山彝族自治州昭觉县曾经下辖的一个乡。2019年12月，撤销昭觉县普诗乡，将其所属行政区域划归西昌市川兴镇管辖。

## 行政区划
普诗乡撤销前下辖以下地区：
李子村、四呷村、阿拉母村、玄生坝村和杉木树村。